# حديد زهر رمادي

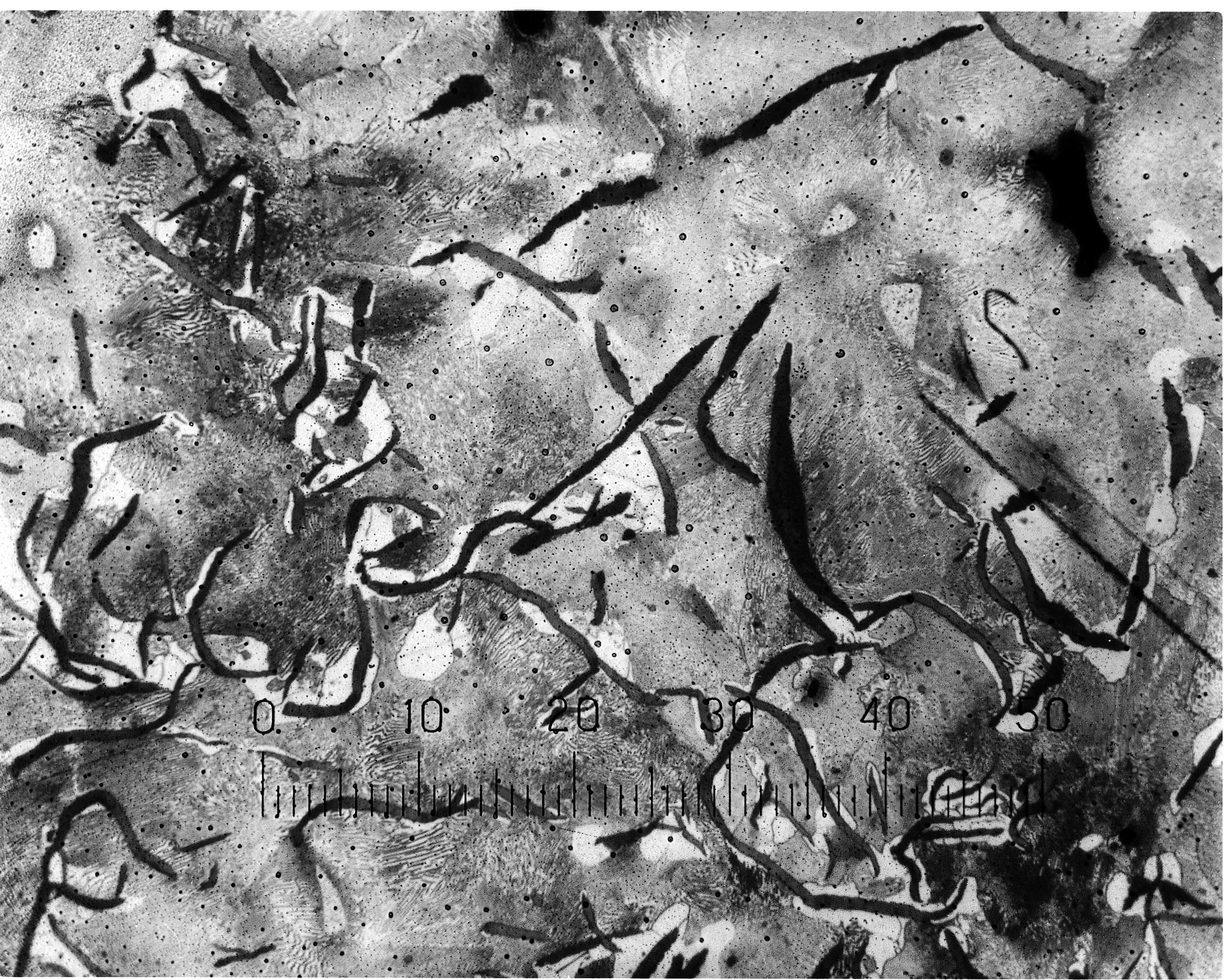

 الحديد الزهر الرمادي  (بالإنجليزية: Gray cast iron)‏ هو سبيكة من الحديد الزهر لها بنية مجهرية جرافيتية. يرجع تسميتها بالرمادي لأنه اللون الذي يظهر داخلها عند الكسر، الذي يدل على وجود الجرافيت. الحديد الزهر الرمادي هو أشهر سبائك الحديد الزهر وأكثرها استخداماً. يستخدم الحديد الزهر الرمادي في التطبيقات التي لا تتعرض لإجهادات شد عالية، مثل محرك الاحتراق الداخلي وأجسام المضخات والصمامات والصناديق الكهربية والمسبوكات التجميلية. كما أن للحديد الزهر الرمادي سعة حرارية وتوصيلية حرارية عاليتان، كانت تستغل في كثير من الأحيان في بعض تجهيزات المطابخ.

## تركيبه وبنيته الداخلية
التركيب الكيميائي النموذجي للحصول على بنية مجهرية جرافيتية، هو وجود 2.5-4.0 % كربون و 1-3 % سيليكون في السبيكة. السيليكون مهم لتكوين الحديد الزهر الرمادي بدلاً من الحديد الزهر الأبيض، وذلك لأن السليكون من العناصر التي تجعل الجرافيت مكوناً مستقراً في الحديد الزهر، وهذا يعني أنها تساعد في تكون الجرافيت بدلاً من السمنتيت. وثمة عامل آخر يساعد على تكون الجرافيت، وهو معدل تجمد المعدن من حالته السائلة، حيث كلما قلّ معدل التجمد، زاد ميل السبيكة لتكوين الجرافيت. معدل التبريد المعتدل يكوّن بنية مجهرية من البرليت، بينما معدل التبريد البطئ يكون بنية مجهرية من الفيريت. وللحصول على بنية مجهرية كاملة من الفيريت، يجب أن تُخمّر السبيكة.
التبريد السريع جزئياً أو كلياً، يمنع تكوّن الجرافيت ويؤدي إلى تكوين السمنتيت، وهو ما يسمى الحديد الزهر الأبيض. يتخذ الجرافيت شكل رقائق ثلاثية الأبعاد. عند رؤيتها تحت المجهر، ستظهر رقائق الجرافيت على شكل خطوط دقيقة. تعمل الأطراف المدببة لهذه الرقائق، كنقطة انطلاق للشقوق، وبالتالي فهي تزيد من هشاشة السبيكة.

## المزايا والعيوب
الحديد الزهر الرمادي من السبائك الشائع استخدامها في التطبيقات الهندسية، نظراً لتكلفتها المنخفضة نسبياً وقابليتها للتشغيل (بالإنجليزية: machinability)‏، كما أن له مقاومة جيدة للبلي، لوجود الجرافيت الذي يقلل الاحتكاك المعدني ويجعل المعدن يتقصف في صورة رقائق.
الحديد الزهر الرمادي أقل سبائك الحديد الزهر قابلية للانكماش، نظراً لوجود الجرافيت في بنيته المجهرية. كما يعزز السيليكون من مقاومة السبيكة للتآكل وتزيد من سيولتها عند الصبّ. ويعتبر عموماً الحديد الزهر الرمادي سبيكة يسهل لحامها. ومقارنة بالسبائك الحديدية الحديثة، فإن الحديد الزهر الرمادي له قوة شد وليونة ضعيفتان. وبالتالي، فإن مقاومتها للصدمات تكاد تكون معدومة.